# シソンヌ (バレエ)
シソンヌ（仏：sissonne）は、バレエにおける技法の1つ。跳ぶパに分類される。5番ポジションからドゥミ・プリエをして両足で踏み切って跳び、片足で着地する動きを指す。この用語は、パを考案したフランスの伯爵の名前に由来するという。ただし、語源については異説もみられる。

## 語源
シソンヌは跳ぶパの1種で、基本の概念としては、5番ポジションからドゥミ・プリエをして両足で踏み切って跳び、片足（ドゥミ・プリエの状態になる）で着地する動きを指す。跳ぶ方向は、前、横、後ろのいずれでも実行される。
シソンヌという単語は日常で使うフランス語にはなく、人名に由来するといわれる。1565年にフランスの宮廷舞踏会で、シソンヌ伯爵（Comte de Sissonne）という名の貴族がこのパを考案したため、その名をとって呼ばれるようになったという。
語源については、異説もみられる。ハサミを思わせる動きであることから、フランス語の ciseaux（ハサミ）が変化したものという説がある。バレエ研究家の赤尾雄人は、自著『バレエテクニックのすべて』（2002年）でイタリア語発祥の説を唱え「分離・分割」を意味する scissione が変形したもの、または「分割する」という意味を持つ動詞 scindere の過去分詞形 sciso から派生した言葉ではないかと記述している。

## 主な種類
シソンヌは着地せずに空中に残す片方の足の位置や着地の仕方など、あるいは流派によってもさまざまな名称がある。ごく基本的なものは、「シソンヌ・サンプル」（sissonne simple）、「シソンヌ・フェルメ」（sissonne fermée）「シソンヌ・ウーヴェルト」（sissonne ouverte）に分類される。
シソンヌ・サンプル
サンプル（simple）は「単純な」という意味である。シソンヌの基本中の基本といえるジャンプであり、5番ポジションから両足で踏み切って跳び、着地しないほうの足をシュル・ル・ク・ド・ピエしてもう一方の足で着地する。前でシュル・ル・ク・ド・ピエを行うと「シソンヌ・サンプル・ドゥヴァン」（sissonne simple devant、devantは前でという意味）、後ろで行うと「シソンヌ・サンプル・デリエール」（sissonne simple derrière、derrièreは後ろでという意味）と呼ばれる。チェケッティ派ではこのパを「タン・ルヴェ」（temps levé）と呼んでいる。

シソンヌ・フェルメ
フェルメ（fermée）は 「閉じた」 という意味で、着地後にすぐ両足を閉じるパである。5番ポジションから両足で踏み切り、前、横（左右）、後ろのいずれかの方向に跳び片足で着地する。着地後、すぐにもう一方の足を5番ポジションに引き寄せて閉じる。跳ぶ方向が前方であれば「シソンヌ・フェルメ・アン・ナヴァン」（sissonne fermée en avant）、後方に向かえば「シソンヌ・フェルメ・アン・ナリエール」（sissonne fermée en arriere）、横へ向かえば「シソンヌ・フェルメ・ドゥ・コテ」（sissonne fermée de cote）と呼ばれる。『眠れる森の美女』第3幕グラン・パ・ド・ドゥでのオーロラ姫のヴァリアシオンなどで見られる。

シソンヌ・ウーヴェルト
ウーヴェルト（ouverte）は「開いた」という意味で、着地後も足を上げた（開いた）ままにするパである。5番ポジションから両足で踏み切り、前、横（左右）、後ろのいずれかの方向に跳び片足で着地する。片足で着地したら、もう一方の足を下ろさず空中に上げたままで保つ。跳ぶ方向による名称は、シソンヌ・フェルメと同様である。シソンヌ・ウーヴェルト・アン・ナヴァン（前方に跳ぶシソンヌ・ウーヴェルト）は『ジゼル』第2幕などで見られる。